# Szilveszter Csollány
Szilveszter Csollány (né le 13 avril 1970 à Sopron en Hongrie et mort le 24 janvier 2022,) est un gymnaste hongrois. 

## Biographie
Szilveszter Csollány a été champion olympiques aux anneaux aux Jeux olympiques de 2000 à Sydney avec un score de 9.85. Après sa retraite sportive en 2003, il devient entraîneur dans un petit club autrichien. 
Pendant la pandémie de covid-19, il exprime une hésitation vaccinale et meurt du covid-19 malgré une dose tardive du vaccin Janssen.

## Palmarès

### Jeux olympiques
- Barcelone 1992
  - 6e aux anneaux

- Atlanta 1996
  -  médaille d'argent aux anneaux

- Sydney 2000
  -  médaille d'or aux anneaux

### Championnats du monde
- Paris 1992
  -  médaille d'argent aux anneaux

- San Juan 1996
  -  médaille d'argent aux anneaux

- Lausanne 1997
  -  médaille d'argent aux anneaux

- Tianjin 1999
  -  médaille d'argent aux anneaux

- Gand 2001
  -  médaille d'argent aux anneaux

- Debrecen 2002
  -  médaille d'or aux anneaux

### Championnats d'Europe
- Lausanne 1990
  -  médaille de bronze aux anneaux

- Budapest 1992
  -  médaille de bronze aux anneaux

- Prague 1994
  -  médaille de bronze aux anneaux

- Saint-Pétersbourg 1998
  -  médaille d'or aux anneaux

- Brême 2000
  -  médaille d'argent aux anneaux

- Patras 2002
  -  médaille de bronze aux anneaux